# Strobilanthes forrestii
Strobilanthes forrestii är en akantusväxtart som beskrevs av Friedrich Ludwig Diels. Strobilanthes forrestii ingår i släktet Strobilanthes och familjen akantusväxter. Inga underarter finns listade i Catalogue of Life.